# Oedegen
| Jaar | Aantal |
| ---- | ------ |
| 1897 | 1.856  |
| 1926 | 1.357  |
| 1959 | 1.395  |
| 1970 | 1.396  |
| 1979 | 1.431  |
| 1989 | 1.902  |
| 2002 | 1.657  |
| 2010 | 1.496  |

De Oedegen (Russisch: Удэгейцы; Oedegejtsy, etnoniem: удээ; Oedee of удэхе; Oedeche) is een natuurvolk in het Russische Verre Oosten. Het volk leeft in kleine nederzettingen langs de zijrivieren van de Oessoeri (Chor, Bikin en Iman) en nabij het Nationaal Park Oedegejskaja Legenda. Ook langs zijrivieren van de Amoer (Anjoej Choengari en Koer) en aan rivieren die uitmonden op de Tatarensont (onder andere Samarga, Nelma en Edin). Het grootste deel leeft aan de rivier Chor en Bikin. Bij de Russische volkstelling van 2002 werden 1.657 Oedegen geteld, ongeveer 300 minder dan bij de volkstelling van 1989 (1.902). Bij de volkstelling van 2010 was hun aantal afgenomen tot 1.496.
De Oedegen spreken gedeeltelijk de Toengoezische taal Oedegeïsch, dat het meest verwant is aan het Orotsjisch en bezig is te verdwijnen (in 2002 gaven nog slechts 227 in Rusland aan de taal te spreken, in 2010 nog 103), daar alleen de oudere generatie het nog spreekt. Een deel van de leden van het volk zijn onder andere aanhangers van het animisme, dierenverering en sjamanisme, maar het grootste deel leeft samen met de Russen in steden en nederzettingen met stedelijk karakter en is grotendeels geassimileerd in de Russische samenleving.

## Geschiedenis
De belangrijkste woonplaatsen van de Oedegen bevinden zich reeds sinds oude tijden in het noordoosten van de huidige kraj Primorje en het zuidoosten van Kraj Chabarovsk en daarbinnen vooral aan de uitlopers van de Sichote-Alin en de rechterzijrivieren van de Oessoeri en de Amoer. Volgens Vladimir Arsenjev woonden de Oedegen voor de 20e eeuw vooral tussen de Sichote-Alin en de kust; de Nanai woonden vooral ten westen van de Sichote-Alin. Ze onderhielden over de loop van hun geschiedenis contacten met de Nanai en Evenken en hadden nauwe relaties met de Orotsjen. Tot het einde van de 19e eeuw beschouwden Russische wetenschappers deze beide volken als één volk, hoewel ze beide volken tot dan nooit hadden bezocht. Toen de Russen zich aan het einde van de 19e eeuw begonnen te vestigen in het gebied, kenden de Oedegen geen geschreven taal en hingen sjamanisme en animisme aan, waarbij ze geloofden dat er een relatie tussen de mens en de beer en de Siberische tijger (Panthera tigris) bestond. De Oedegen waren vooral jager-verzamelaars, ze jaagden op het oessoerihert (Cervus canadensis xanthopygus) en elanden (Alces alces), visten op de grote rivieren en verzamelden planten, vooral ginseng (wordt nu nog vooral door de Oedegen uit de kraj Primorje bevist). De Oedegen die veel contacten onderhielden met de Russen en Chinezen begonnen daarnaast ook groente te verbouwen.
Met de komst van de Russen kreeg de Oedegeïsche taal een eigen schrift. In de jaren 30 van de 20e eeuw werd een latijnse variant van het Oedegeïsch alfabet opgesteld. Voor de Russisch Revolutie werd veel in het werk gesteld om de Oedegen tot het christendom te bekeren. Toen de collectivisatie werd doorgevoerd, vestigden de Oedegen zich onder dwang in dorpen, waar zich scholen, verpleeginrichtingen en andere sociale voorzieningen bevonden en waar ze gedwongen werden om Russisch te leren. Het Oedegeïsch en de sjamanistische gebruiken werden verboden door de communisten, waardoor na de val van de Sovjet-Unie een groot deel van het volk de eigen taal niet meer spreekt en de eigen tradities niet meer kent. Door de verslechterde economische situatie raakten veel van hen aan de drank en het geboortecijfer is dramatisch afgenomen, terwijl tuberculose wijdverbreid raakte. Alleen in zeer afgelegen gebieden zijn de sjamanistische praktijken nog in gebruik. Een ander probleem vormen de houtkapbedrijven in hun gebied, die in de jaren 90 meerdere malen tot conflicten leidden.
De grootste Oedegen plaatsen zijn Gvasioegidi en Arseniejevo in Chabarovsk en Agzoe in Primorski.